# Le Mystère d'Oberwald
Pour plus de détails, voir Fiche technique et Distribution.
Le Mystère d'Oberwald (titre original : Il mistero di Oberwald) est un film germano-italien réalisé par Michelangelo Antonioni, d'après la pièce de Jean Cocteau L'Aigle à deux têtes, diffusé en 1980.

## Synopsis
Sebastiano, jeune poète anarchiste, est grièvement blessé par les gardes alors qu'il tente de s'introduire dans le château d'Oberwald où vit la reine qu'il projette d'assassiner. Mais, affaibli par ses blessures, il s'évanouit. La reine, endeuillée par la mort du roi, suspecte le chef de la police, car son propre décès lui permettrait de devenir régent. Depuis le meurtre de son mari, la reine a perdu goût à la vie et ne demande guère mieux que de subir un sort identique. Elle séquestre le jeune rebelle et le présente comme son lecteur attitré. Ils tombent très rapidement amoureux l'un de l'autre et Sebastiano l'incite à reconquérir son royaume. Le chef de la police, le comte Föhn, n'ignore pas que Sebastiano est caché au château. Il le fait bientôt arrêter et lui propose un marché : convaincre la reine d'abandonner son trône contre la vie sauve et la liberté. Sebastiano préfère se suicider à l'aide d'une pilule empoisonnée. Furieuse, la reine lui fait croire qu'elle ne l'a jamais aimé. Dans un dernier effort, Sebastiano, s'armant d'un pistolet, la tue. Les deux amants s'effondrent, leurs mains cherchant à se rejoindre.

## Fiche technique
- Titre français : Le Mystère d'Oberwald
- Titre original italien : Il mistero di Oberwald
- Titre allemand : Das Geheimnis von Oberwald
- Réalisation : Michelangelo Antonioni
- Scénario : Tonino Guerra, Michelangelo Antonioni, d'après la pièce de Jean Cocteau L'Aigle à deux têtes
- Photographie : Luciano Tovoli
- Montage : Michelangelo Antonioni, Franco Grandoni
- Décors : Misha Scandella
- Costumes : Vittoria Guaita
- Musique : Brahms, Schönberg et Strauss, sous la coordination de Guido Turchi
- Sociétés de production : Rai Due, Polytel International Film
- Pays de production :  Italie -  Allemagne de l'Ouest
- Langue originale : italien
- Format : Couleurs - 1,85:1 - Son mono - 35 mm
- Genre : Mélodrame romantique
- Durée : 123 minutes
- Dates de sortie :
  - italie : 3 septembre 1980 (Mostra de Venise 1980) ; 3 septembre 1981 (sortie nationale)
  - Allemagne de l'Ouest : 4 octobre 1982
  - Italie : 4 janvier 1989

## Interprètes
- Monica Vitti : la reine
- Franco Branciaroli : Sebastiano
- Paolo Bonacelli : le comte Föhn, chef de la police
- Luigi Diberti : Felix, duc de Willenstein
- Elisabetta Pozzi : Edith de Berg
- Amad Saha Alan : Tony

## Autour du film
- C'est sous les auspices de Monica Vitti que Michelangelo Antonioni réalise ce film, inspiré de l'œuvre de Cocteau. Le réalisateur avoue qu'il a accepté cette commande afin « d'échapper à la difficulté de l'engagement moral et esthétique, du désir obsessionnel de s'exprimer. C'était comme retrouver une enfance oubliée. » Il confie en plaisantant : « Le mystère consiste peut-être à savoir pourquoi j'ai fait ce film. »
- En effet, contrairement à ses réalisations des années soixante et soixante-dix, Le Mystère d'Oberwald est d'une structure narrative classique et les dialogues sont plutôt nombreux. Le travail en vidéo, qui permit un tournage bref (64 jours), intéresse incontestablement Antonioni qui peut mélanger les couleurs sur le plateau sans avoir à attendre le retour des rushes du laboratoire. Mais il n'est pas certain que le grand public, habitué à des couleurs naturalistes, ait remarqué les innovations et subtilités du réalisateur[1].